# Eleonore von Württemberg

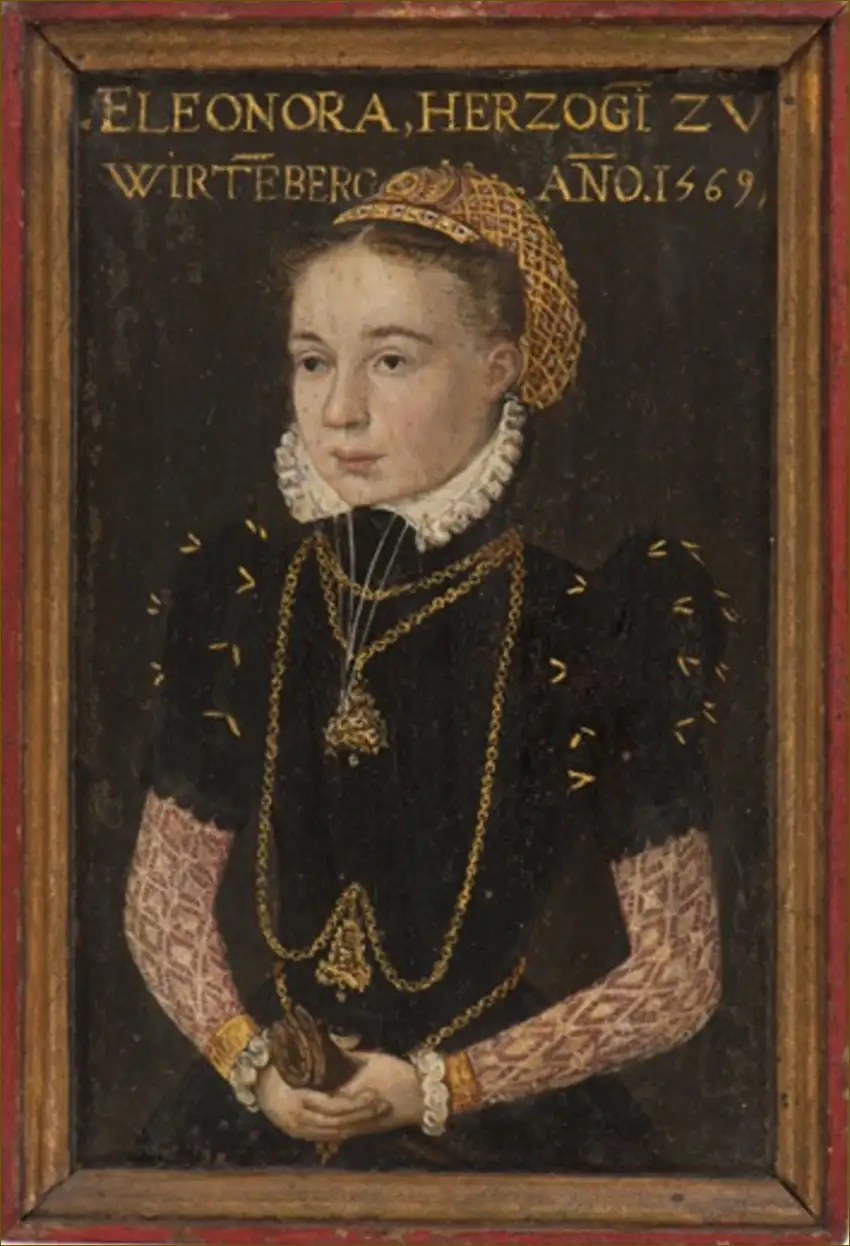
Eleonore von Württemberg, 1569

Eleonore von Württemberg (* 22. März 1552 in Tübingen; † 12. Januar 1618 auf Schloss Lichtenberg, Fischbachtal, Hessen) war eine Prinzessin von Württemberg und jeweils durch Heirat Fürstin von Anhalt sowie Landgräfin von Hessen(-Darmstadt). Zusätzliche Bedeutung erlangte sie als Förderin der Heilkunde.

## Leben
Eleonore war eine Tochter des Herzogs Christoph von Württemberg (1515–1568) und dessen Ehefrau Anna Maria von Brandenburg-Ansbach (1526–1589).
Mit knapp 19 Jahren wurde sie am 9. Januar 1571 in Stuttgart mit dem verwitweten Fürsten Joachim Ernst von Anhalt (1536–1586) verheiratet, der fünf Kinder mit in die Ehe brachte. In der Folge in Dessau im Fürstentum Anhalt lebend, gebar Eleonore zehn Kinder.
Nach dem Tod ihres Gemahls 1586 ehelichte sie am 25. Mai 1589 in Darmstadt den verwitweten Landgrafen Georg I. von Hessen-Darmstadt. In dieser sieben Jahre währenden Verbindung gebar sie einen Sohn.
Danach lebte sie am Hofe des Herzogs Friedrich Wilhelm I. von Sachsen-Weimar, der ehemals mit ihrer Schwester Sophie verheiratet gewesen war, nun allerdings mit Anna Maria von Pfalz-Neuburg. Seit 1591 übte der Herzog das Amt des Administrators von Kursachsen aus; dazu hatte er seine Residenz in Torgau genommen.
Eleonore war nicht nur an der Medizin, sondern auch an anderen Wissensgebieten sehr interessiert. Unter dem Pseudonym „Lobesan“, das im Althochdeutschen „fromm, löblich“ bedeutet, verfasste sie mit Unterstützung des herzoglichen Leibarztes und Korrektors Rebhold ein Haus- und Rezeptbuch über Wasser, Krankheiten des Leibes und der Glieder, Weiber- und Kinderkrankheiten, Chirurgie, Konditorei und Essenzen, mit einer Anweisung zum rechten Gebrauch. Gedruckt wurde das Buch in der vom Herzog 1594 im Schloss Hartenfels begründeten Fürstlich Sächsischen Druckerey zu Torgaw, die evangelisch-theologische, aber auch politische Schriften druckte. Das muss vor 1601 erfolgt sein.
Im Zuge des Umzuges des Hofes von Herzog Friedrich Wilhelm I. 1601 nach Weimar, oder nach seinem Tod im folgenden Jahr, kehrte die Fürstin offenbar nach Hessen zurück, wo sie auf ihrem Witwensitz 1618 verstarb.

## Schriften
- Sechs Bücher auserlesener Arznei- und Kunststücke fast vor alle des Leibes Gebrechen, aus vielen Arzneibüchern, so bei fürstlichen und anderen hohen Personen verwahret werden mit sondern Fleiß zusammengetragen und in solche Ordnung gebracht, dass ein jeder ohne Mühe, was zu für fallender Schwachheit dienlich ist, darin finden kann.

## Nachkommen
Erste Ehe:
- Bernhard (1571–1596), Oberst des Obersächsischen Reichskreises, fiel im Türkenkrieg
- Agnes Hedwig (1573–1616) ⚭ 1. 1586 Kurfürst August von Sachsen (1526–1586); ⚭ 2. 1588 Herzog Johann III. von Holstein-Sonderburg (1545–1622)
- Dorothea Maria (1574–1617) ⚭ 1593 Herzog Johann von Sachsen-Weimar (1570–1605)
- August (1575–1653), Fürst von Anhalt-Plötzkau ⚭ 1618 Gräfin Sibylle zu Solms-Laubach (1590–1659)
- Rudolf I. (1576–1621), Fürst von Anhalt-Zerbst ⚭ 1. 1605 Prinzessin Dorothea Hedwig von Braunschweig-Wolfenbüttel (1587–1609); ⚭ 2. 1612 Gräfin Magdalene von Oldenburg (1585–1657)
- Johann Ernst (1578–1601)
- Ludwig I. (1579–1650), Fürst von Anhalt-Köthen ⚭ 1. 1606 Gräfin Amöna Amalie von Bentheim-Tecklenburg-Steinfurt (1586–1625); ⚭ 2. 1626 Gräfin Sophie zur Lippe (1599–1654)
- Sabine (1580–1599)
- Joachim Christoph (1582–1583)
- Anna Sophia (1584–1652) ⚭ 1613 Graf Karl Günther von Schwarzburg-Rudolstadt (1576–1630)

Zweite Ehe:
- Heinrich (1590–1601)